# 황성은
황성은(1993년 2월 28일 ~ )은 대한민국의 사격 선수이다.

## 경력
- 2010년 제40회 봉황기 전국사격대회 여자고등부 25m 권총 개인전 우승
- 2010년 제40회 봉황기 전국사격대회 여자고등부 25m 공기권총 개인전 우승
- 2013년 한국실업사격연맹회장배 전국사격대회 여자일반부 25m 권총 단체전 2위
- 2013년 한국실업사격연맹회장배 전국사격대회 여자일반부 공기권총 단체전 2위
- 2013년 한국실업사격연맹회장배 전국사격대회 여자일반부 공기권총 개인전 2위
- 2015년 제23회 경찰청장기 전국사격대회 여자 25m 권총 개인전 금